# Funicolare di Lubiana
La funicolare di Lubiana (in sloveno Ljubljanska vzpenjača) è una funicolare a Lubiana, la capitale della Slovenia.
I suoi designer, Miha Kerin e Majda Kregar, dello Studio progettistico Ambient, sono stati premiati con la medaglia d’oro alla XXI Biennale del Design Industriale nel 2008.

## Descrizione
Il percorso inizia in piazza Krek, situata nei pressi del mercato Centrale di Lubiana, e collega il centro della città con il castello di Lubiana. L'idea della funicolare risale al 1897, quando il sindaco Ivan Hribar scrisse alle autorità austro-ungariche chiedendone la costruzione. La costruzione venne decisa dal sindaco Vika Potočnik nel 2000, costò 7,2 milioni di euro e venne inaugurata il 28 dicembre 2006.
La funicolare utilizzata prevalentemente dai turisti, è aperta dalle ore 10:00 alle 21:00 durante i mesi invernali e dalle 10:00 alle 22:00 nei mesi estivi. La durata del tragitto è di circa 60 secondi, mentre il costo del biglietto di sola andata è pari a 3,30 €.